# コントの日
『コントの日』（コントのひ）は、2018年から2020年まで放送されていたNHKの特別番組である。

## 概要
ビートたけしを会長とする日本コント協会（レギュラー出演者）らが、世相を題材としたコントを演ずる。

## 出演者

### 日本コント協会（出演者）
会長（メインキャスト）
- ビートたけし

会員
- 劇団ひとり（2018年 - ）
- 東京03 （角田晃広・飯塚悟志・豊本明長、2018年 - ）
- ロッチ （中岡創一・コカドケンタロウ、2018年 - ）
- 新川優愛（2018年 - ）
- 秋山竜次（ロバート、2019年[1] - ）
- 斉藤慎二（ジャングルポケット、2019年[1] - ）
- ハナコ （菊田竜大・秋山寛貴・岡部大、2019年[1] - ）
- チョコレートプラネット （長田庄平・松尾駿、2019年 - ）

名誉副会長
- ビートきよし

過去の会員
- サンドウィッチマン （伊達みきお・富澤たけし、2018年）
- 渡辺直美（2018年）

### ゲスト
2018年
- ラバーガール（飛永翼・大水洋介）
- きたろう
- 山田裕貴
- 森崎ウィン
- 小倉優香
- 泉はる

2019年
- 足立梨花
- 倉科カナ
- 小手伸也
- 鈴木杏樹
- 林遣都
- 後藤淳平（ジャルジャル）
- 村上純（しずる）
- ネルソンズ （青山フォール勝ち・和田まんじゅう・岸健之助）
- あいなぷぅ（パーパー）
- 森本晋太郎（トンツカタン）

2020年
- 松本穂香
- 飯尾和樹（ずん）
- 上田航平（ゾフィー）
- 林田洋平（ザ・マミィ）
- 森本晋太郎（トンツカタン）
- 空気階段 （鈴木もぐら・水川かたまり）

## スタッフ
第2回
- ナレーション：バッキー木場、寺瀬今日子、酒井あかね、下條アトム
- 脚本：あないかずひさ、安部裕之、我人祥太、たかはC、平松政俊
- オープニングタイトル：大月壮
- ビジュアルエフェクト：小嶋寛郎（第1回はVFXと表記）
- 音楽：KOSMO KAT
- ディレクター：濱野慎司、加藤翔悟
- プロデューサー：樋口哲郎
- 制作統括：北生大介
- 演出：福島明
- 制作・著作：NHK

### 過去のスタッフ
- ナレーション：落合隼亮（第1回）、平井啓二（第1回）
- 構成：ポテンシャル聡（第1回）
- 振付：西田一生（第1回）
- 殺陣指導：竹田道弘（第1回）
- 写真提供：ゲッティ（第1回）
- VFX：ツジノミナミ（第1回）
- オープニングタイトル：清水康彦 / ALLd.（第1回）
- 音楽：近谷直之（第1回）
- ディレクター：福本悠（第1回）